# カルロス・アウグスト・ゾポラト・ネヴェス
カルロス・アウグスト（Carlos Augusto）ことカルロス・アウグスト・ゾポラト・ネヴェス（ポルトガル語: Carlos Augusto Zopolato Neves、1999年1月7日 - ）は、ブラジル・サンパウロ州カンピーナス出身のサッカー選手。セリエA・インテル・ミラノ所属。ポジションはDF（LB、CB）、MF（LWB）。

## クラブ経歴

### キャリア初期
12歳の時にSCコリンチャンス・パウリスタの下部組織に加入。2017年にはコパ・サンパウロ・ジ・フチボウ・ジュニオールで優勝した。2018年7月8日、グレミオFBPAとの親善試合でプロ初出場。8月4日のカンピオナート・ブラジレイロ・セリエAでスターティングメンバーとして出場し、公式戦初出場。
2020年8月28日、ACモンツァに移籍した。

### インテル・ミラノ時代
2023年8月16日、インテルナツィオナーレ・ミラノに買取OP付きのレンタルで移籍した。契約には条件達成で買取義務の発生する条項も含まれている。背番号は30。
2023-24シーズンは、セリエA開幕戦となる8月19日の古巣ACモンツァ戦で移籍後初出場を果たした。コッパ・イタリアラウンド16ボローニャFC戦では、延長前半2分（92分）に移籍後初ゴールを決めたが、延長後半に2点を奪われ逆転負けを喫した。このシーズンでは、公式戦46試合1ゴール3アシストを記録。シーズン通してフェデリコ・ディマルコの控えではあったが、アレッサンドロ・バストーニの怪我の影響もあり、CBでも8試合プレーし、チームはセリエA優勝を果たした。

## 代表経歴
2018年12月13日、2019 南米ユース選手権のメンバーに選ばれた。

## タイトル

### クラブ
インテル・ミラノ
- セリエA：1回（2023-24）
- スーペルコッパ・イタリアーナ：1回（2023-24）